# كريم عجة
كريم عجة (من مواليد 27 أغسطس 1965 في جنيف)، هو رجل أعمال وسائق سباقات سعودي. شارك في سباق لو مان 24 ساعة للمرة الأولى في عام 2004 بسيارة فيراري 360.

## روابط خارجية
- كريم عجة على موقع DriverDB.com (الإنجليزية)